# Neuville-sur-Brenne
Neuville-sur-Brenne es una comuna francesa situada en el departamento de Indre y Loira, en la región de Centro-Valle del Loira.

## Demografía
| 209 | 225 | 250 | 368 | 516 | 623 | 920 |
| Para los censos de 1962 a 1999 la población legal corresponde a la población sin duplicidades (Fuente: INSEE [Consultar]) |     |     |     |     |     |     |